# 谷田村
谷田村（やだむら）は、埼玉県北足立郡に存在した村。
1932年（昭和7年）4月1日に浦和町に編入され、消滅。旧村域は「谷田地区」と称された。

## 地理
- 埼玉県中央（北足立）地域の南部にあった。
- 大宮台地の南端部に位置し、台地とそれに挟まれる谷地からなる。
- 2006年（平成18年）現在における南区東部の大谷場、大谷口、広ヶ谷戸、円正寺、南浦和（4丁目を除く）、南本町と緑区西端部の原山、及びこれら2区の境にまたがる太田窪、浦和区の前地1・2丁目がほぼ旧村域にあたる。
- 上記の範囲の2006年1月1日現在の人口は、73,069人である（「埼玉県町（丁）字別人口調査」による）。

## 歴史
- 1889年（明治22年）4月1日 - 町村制施行に平行して大谷場、太田窪、大谷口、広ヶ谷戸、円正寺と原山新田の五箇村一新田が合併し、北足立郡谷田村が成立[2][1]。村名は大谷場・大谷口の「谷」と太田窪の「田」からとった合成地名。
- 1889年（明治22年）5月 - 町村制施行に伴い、太田窪学校が谷田学校（現、さいたま市立谷田小学校）と改称。
- 1932年（昭和7年）4月1日 - 同郡木崎村（大字北袋を除く）と共に浦和町へ編入され[2][3]、消滅。
- 1934年（昭和9年）2月11日 - 浦和町が市制を施行し、浦和市となる[2][3]。
- 1961年（昭和36年）7月1日 - 旧村域の西端部に京浜東北線南浦和駅が開設される。
- 2001年（平成13年）5月1日 - 浦和市と与野市・大宮市との合併によるさいたま市の成立により、旧谷田村域もさいたま市となる。
- 2003年（平成15年）4月1日 - さいたま市の政令指定都市移行に伴う区制の施行により、原山と太田窪の北部が緑区に、前地が浦和区に、それ以外の地域が南区に編入される。